# Combinatieteelt

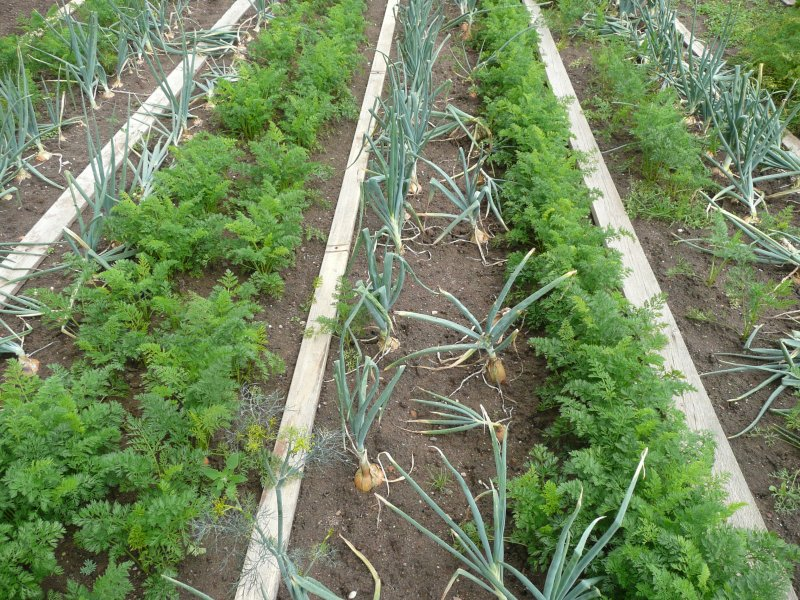
Combinatieteelt van uien en wortelen.

Bij combinatieteelt kweekt men verschillende gewassen na (voor-, hoofd- en nateelt) en naast elkaar, meestal in rijen. Hierdoor bevordert men de variatie van plantaardig en dierlijk leven op en in de grond. In veel gevallen levert dit een verbetering op van kwaliteit, geur en smaak. Bij goede combinaties komen bepaalde ziekten minder vaak voor en sommige combinaties kunnen zelfs een meeropbrengst opleveren.
Om het totaalbeeld te verfraaien, zou men de planten niet in rijen met elkaar kunnen combineren, maar bijvoorbeeld een lagere plant met een compacte bladmassa als omzoming voor een wat hogere plant moeten gebruiken (bijvoorbeeld rode bieten met een rand van wortelen).
Dat planten invloed ondervinden van de ernaast groeiende planten, is duidelijk merkbaar. Hoge planten houden licht weg van lagere planten en de wortels groeien soms door elkaar heen. Ze kunnen elkaar zelfs beconcurreren in de opname van water en voedingsstoffen. Hoge gewassen kunnen echter ook beschutting geven aan warmteminnende lagen. Tuinbonen kunnen bijvoorbeeld uitstekend dienst doen als beschutting voor courgettes. En sla is een goede 'buurplant' voor de aardbei. Alle planten geven bepaalde wortelzuren af, waardoor ze voedingsstoffen vrijmaken. De groenten die ernaast staan, kunnen hiervan ook profiteren.
Er bestaan echter ook slechte combinaties. Stambonen en venkel belemmeren elkaars groei en bloei. Kool en radijs trekken dezelfde insecten aan, sla en peterselie hebben last van luis: sla wordt vergeven van luis en de peterselie verliest zijn kwaliteit. Erwten en bonen vormen ook geen goede combinatie, datzelfde geldt voor uien en sjalotten. En er mogen beslist geen koolplanten tussen aardbeien komen.
Nog niet alles is bekend van de onderlinge beïnvloeding van planten, maar als combinatieteelt wordt toegepast, mogen de gewassen elkaar niet hinderen. Er kan gesteld worden dat de grond intensiever wordt gebruikt, dat vergt niet alleen extra werk, maar vraagt ook meer mest. De wederzijdse beïnvloeding komt pas goed tot zijn recht als de rijen van de verschillende gewassen zo veel mogelijk om en om worden gezaaid. Bij het combineren van gewassen moet rekening worden gehouden met de vruchtwisseling.